# Michele Giambono

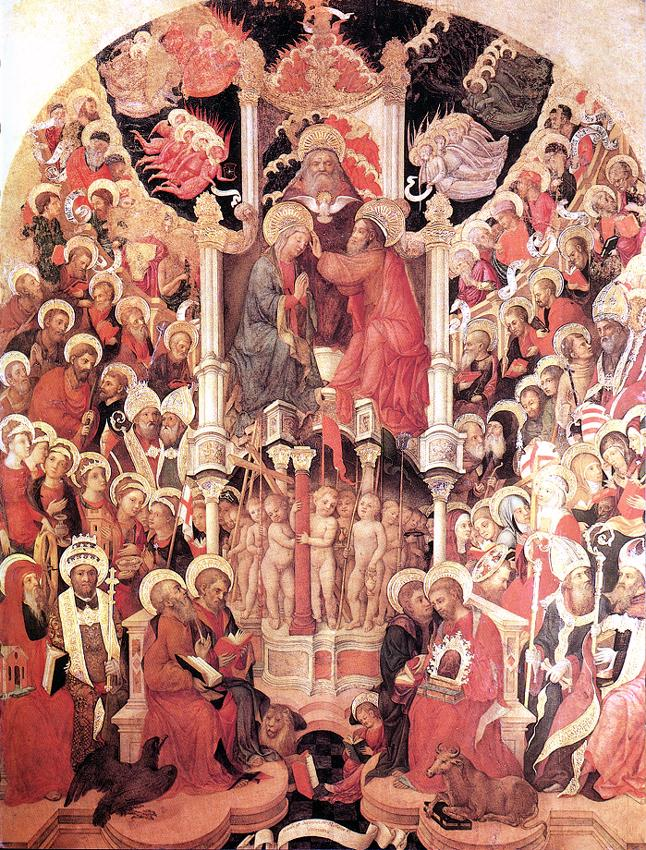
Koronacja Dziewicy Maryi

Michele Giambono (ur. ok. 1400, zm. ok. 1462) – włoski malarz i mozaicysta okresu wczesnego renesansu z Wenecji.
Jego oryginalne nazwisko brzmiało Michele Giovanni Boni, choć znany też był pod nazwiskami di Taddeo, Zambone, Zambono, Bono.
Styl Giambono jest styl uważany za odmianę gotyku międzynarodowego z elementami weneckimi, a także wpływami Jacobello del Fiore. Na prace Giambono miał także wpływ Gentile da Fabriano, który prawdopodobnie pracował w Wenecji około 1409/14.

## Twórczość
- Chrystus odkupiciel (Gallerie dell’Accademia, Wenecja)
- Święty Biskup (ok. 1440, Ashmolean Museum, Oksford)
- Święty Piotr (ok. 1445-50, National Gallery of Art, Waszyngton)
- Koronacja Dziewicy Maryi (1448, Gallerie dell’Accademia, Wenecja)
- Święty Chryzogon na koniu (ok. 1444, kościół San Trovaso, Wenecja)
- Poliptyk świętego Jana (ok. 1450, Gallerie dell’Accademia, Wenecja)
- Madonna z Dzieciątkiem (ok. 1450, Museo Correr, Wenecja)
- Madonna z Dzieciątkiem (ok. 1450, Galleria Franchetti, Ca' d'Oro, Wenecja)
- Święty czytający księgę (National Gallery, Londyn)
- Narodziny Dziewicy Marii (Bazylika św. Marka w Wenecji)
- Okazanie w świątyni (Bazylika św. Marka w Wenecji)